# Colabata marginalis
Colabata marginalis är en fjärilsart som beskrevs av Walker 1856. Colabata marginalis ingår i släktet Colabata och familjen silkesspinnare. Inga underarter finns listade i Catalogue of Life.